# Triploidia
La triploidia è la forma più semplice di poliploidia, in cui sono presenti tre cromosomi per ogni tipo.
È incompatibile con la riproduzione sessuale che comporti meiosi, in quanto si ottengono gameti o meiospore quasi esclusivamente aneuploidi. Infatti questa condizione è generalmente frutto di un errore nella fase di meiosi (non disgiunzione) dell'organismo parentale, che ha prodotto un gamete con due anziché un unico cromosoma per ogni tipo, il quale, combinandosi con un gamete aploide normale darà origine allo zigote triploide (3N). Analogamente la fusione di due gameti, ciascuno con un corredo cromosomico doppio, determina uno zigote con corredo tetraploide (4N)
Si riscontra in piante, quale il banano commerciale, che viene "riprodotto" (correttamente, moltiplicato) per talea; in alcune popolazioni del piccolo crostaceo Artemia salina, che si riproduce partenogeneticamente; e nel fasmide siciliano Bacillus lynceorum, anch'esso partenogenico.

## Origine dei Concepimenti Triploidi
Gli eventi di non-disgiunzione che portano alla triploidia possono verificarsi sia durante il processo di formazione dei gameti femminili che durante il processo di formazione dei gameti maschili. Le cellule triploidi avranno quindi proporzione paterna:materna differente a seconda dei casi (di norma tale proporzione è 1:1, infatti il numero dei cromosomi ereditati dal padre è uguale al numero dei cromosomi ereditati dalla madre):
- Diandria I: proporzione paterna:materna di 2:1. Si ha quando un ovocita aploide (N) viene fecondato da uno spermatozoo diploide (2N) in cui la non disgiunzione si è verificata durante la prima divisione meiotica (Anafase I);
- Diandria II: proporzione paterna:materna di 2:1. Si ha quando un ovocita aploide (N) viene fecondato da uno spermatozoo diploide (2N) in cui la non disgiunzione si è verificata durante la seconda divisione meiotica (Anafase II);
- Dispermia: proporzione paterna:materna di 2:1. Si ha quando un ovocita aploide (N) viene fecondato da due spermatozoi aploidi (N+N);
- Diginia I: proporzione paterna:materna di 1:2. Si ha quando un ovocita diploide (2N) viene fecondato da uno spermatozoo aploide (N) in cui la non disgiunzione si è verificata durante la prima divisione meiotica (Anafase I);
- Diginia II: proporzione paterna:materna di 1:2. Si ha quando un ovocita diploide (2N) viene fecondato da uno spermatozoo aploide (N) in cui la non disgiunzione si è verificata durante la seconda divisione meiotica (Anafase II).